# Список архиепископов Лиона
Список глав архиепархии Лиона Римско-католической церкви.

## Архиепископы Лиона во II—V веках
- Пофин Лионский (умер в 177), святой, первый епископ Лиона, мученик
- Ириней Лионский, богослов, Отец Церкви — (177—202)
- Захарий Лионский, святой
- Гелий Лионский[фр.], святой
- Фаустин Лионский[фр.], святой
- Луций Вер Лионский[фр.]
- Юлий Лионский[фр.]
- Птолемей Лионский[фр.]
- Воций Лионский[фр.]
- Максим Лионский[фр.]
- Тетрадий Лионский[фр.]
- Вериссим Лионский[фр.]
- Иуст Лионский, святой — (ок. 350—381)
- Альбин Лионский[фр.], святой
- Мартин
- Антиох Лионский[фр.], святой
- Элпидий Лионский, святой — (410—422)
- Сихарий, святой — (422 — ок. 432)
- Евхерий Лионский, святой — (ок. 432—449)
- Патиент Лионский, святой — (449—491)
- Лупицин  Лионский[фр.] — (491—494)

## Архиепископы Лиона в VI—X веках
- Рустик Лионский, святой — (494—501)
- Этьен (Стефан) Лионский — (501—514)
- Вивентиол Лионский, святой — (514—524)
- Луп Лионский[фр.], святой
- Леонтий Лионский[фр.]
- Сакердос Лионский, святой — (после 538—551/552)
- Никита (Низье) Лионский, святой — (551/552—573)
- Приск Лионский[фр.], святой — (573—585)
- Этерий Лионский[фр.], святой — (589—602)
- Секундин Лионский[фр.] — (602)
- Арегий Лионский[фр.] — (602—614)
- Тетрик — (626—627)
- Кандерик — (637—650)
- Вивентий
- Аннемунд Лионский, святой — (645—658)
- Генезий Лионский, святой — (658—678)
- Ламберт Лионский[фр.], святой — (678—684)
- Годуин — (688—701)
- Фулькоад
- Мадальберт
- Адон — (769—798)
- Лейдрад — (798/799—816)
- Агобард — (814—835 и 838—840), святой
- Амаларий (835—838)
- Агобард — (838—840; повторно), святой
- Амолон (840—852)
- Реми I[фр.], святой — (852—875)
- Аурелиан — (875—895)
- Альвала — (895—906)
- Аустер — (906—916)
- Реми II — (ок. 919 — ок. 925)
- Ансхерик — (ок. 926 — ок. 927)
- Ги I — (928—949)
- Бушар I — (949 — ок. 956)
- Амблард — (ок. 957 — 978)
- Бушар II — (979-1033)

## Архиепископы Лиона в XI—XIII веках
- Бушар III — (1033—1034)
- Одольрик — (1041—1046)
- Халинард — (1046—1052)
- Гумберт I — (1052—1056)
- Жоффруа де Вержи
- Гумберт II — (1070—1076)
- Гебуин — (1077—1082)
- Гуго де Ди — (1082—1106)
- Жоссеран — (1107—1118)
- Гумбо — (1118—1128)
- Рено де Семюр — (1128—1129)
- Пьер I — (1131—1139)
- Фульк — (1139—1142)
- Амедей I — (1143—1148)
- Гумберт III де Боже — (1148—1153)
- Эракль де Монбозье — (1153—1163)
- Дре де Бовуар — (1164)
- Гишар де Понтиньи — (1165—1180)
- Жан Кентерберийский — (1182—1193)
- Рено II де Форе — (1193—1226)
- Роберт Овернский — (1226—1234)
- Рауль I де Ла Рош-Аймон — (1235—1236)
- Эмери — (1236—1245)
- Филипп I Савойский — (1246—1267)
- Ги II де Ла Тур — (1267—1268)
- Пьер II де Тарантез — (1272—1273), будущий Папа Римский Иннокентий V
- Аймар де Руссильон — (1273—1283)
- Рауль де Ла Туретт — (1284—1288)
- Берар де Гот — (1289—1294)
- Анри I де Вийяр — (1295—1301)

## Архиепископы Лиона с 1301 года
- архиепископ Луи де Вийяр — (1301—1308);
- архиепископ Пьер Савойский, племянник Амадея V Савойского, должен был дать согласие на аннексию Лиона Французским королевством. — (1308—1332);
- архиепископ Гийом I де Сюр (1332—1340);
- кардинал Ги III д’Овернь, кардинал Булонский — (1340—1342), папский дипломат;
- архиепископ Анри II де Вийяр (1342—1354);
- архиепископ Раймон Саке (1356—1358);
- архиепископ Гийом II де Тюре (1358—1365);
- архиепископ Карл I Алансонский — (1365—1375);
- кардинал Жан II де Таларю (1375—1389);
- архиепископ Филипп III де Тюре (1389—1415);
- кардинал Амеде II де Таларю (1415—1444);
- архиепископ Жоффруа II де Версай (1444—1446);
- кардинал Карл II де Бурбон (1447—1488);
- архиепископ Юг II де Таларю (1488—1499);
- кардинал Андре д’Эспне (1499—1500);
- архиепископ Франсуа II де Роган (1501—1536);
- кардинал Жан III Лотарингский (1537—1539);
- кардинал Ипполито II д’Эсте (1539—1551), которого король Франции Франциск I назвал кардиналом-протектором Короны Франции при дворе папы римского Павла III и покровителем учёных;
- кардинал Франсуа де Турнон (1551—1562)
- кардинал Ипполито II д’Эсте (1562—1564), повторно
- архиепископ Антуан I д’Альбон (1564—1573), редактор Руфина Аквилейского и Авсония;
- архиепископ Пьер д’Эпинак (1573—1599), активный вспомогательный епископ Лиги;
- архиепископ Альбер де Бельевр (1599—1604);
- архиепископ Клод де Бельевр (1604—1612);
- кардинал Дени-Симон де Маркемон (1612—1626);
- архиепископ Шарль Мирон (1626—1628);
- кардинал Альфонс Луи дю Плесси де Ришельё (сентябрь 1628 — 23 марта 1653);
- архиепископ Камиль де Нёфвиль де Вильруа — (1653—1693);
- архиепископ Клод де Сен-Жорж (1693—1714
- архиепископ Франсуа-Поль де Нёфвиль де Вильруа — (15 августа 1714 — 6 февраля 1731);
- архиепископ Шарль де Шатонёф де Рошбонн (1732—1739);
- кардинал Пьер Герен де Тансен (11 ноября 1740 — 2 марта 1758);
- архиепископ Антуан де Мальвен де Монтазе — (16 марта 1758 — 2 мая 1788), янсенистского толка, и который опубликовал для своей семинарии ораторианца Иосифа Валлу, шесть томов «Institutiones theologicæ», известные как «Théologie de Lyon», и распространенные по всей Италии Сципионом Риччи до осуждения Индексом в 1792 году;
- архиепископ Ив-Александр де Марбёф (12 мая 1788 — 15 апреля 1799);
  - епископ Антуан Адриан Ламурет (1742—1794), конституционный епископ Лиона (27 марта 1791 — 11 января 1794), 11 января 1794 дата его смерти на эшафоте;
  - вакантно (1799—1802);
- кардинал Жозеф Феш (31 июля 1802 — 13 мая 1839);
- кардинал Жоакен-Жан-Ксавье д’Изоар (13 июня 1839 — 7 октября 1839);
- кардинал Луи-Жак-Морис де Бональд (4 декабря 1839 — 25 февраля 1870);
- архиепископ Жак-Мари Жинульяк (2 марта 1870 — 17 ноября 1875), известен по своей «Histoire du dogme catholique pendant let trois premiers siècles»;
- кардинал Луи-Мари Каверо (20 апреля 1876 — 23 января 1887);
- кардинал Жозеф-Альфред Фулон (23 марта 1887 — 23 января 1893);
- кардинал Пьер-Эктор Кулье (14 июня 1893 — 11 сентября 1912);
- кардинал Эктор-Ирене Севен (2 декабря 1912 — 4 мая 1916);
- кардинал Луи-Жозеф Морен (1 декабря 1916 — 16 ноября 1936);
- кардинал Пьер-Мари Жерлье (30 июля 1937 — 17 января 1965);
- кардинал Жан-Мари Вийо (17 января 1965 — 7 апреля 1967);
- кардинал Александр Ренар (28 мая 1967 — 29 октября 1981);
- кардинал Альбер Декуртре (29 октября 1981 — 16 сентября 1994);
- кардинал Жан-Мари Баллан (27 мая 1995 — 1 марта 1998);
- кардинал Луи-Мари Бийе (10 июля 1998 — 12 марта 2002);
- кардинал Филипп Барбарен (16 июля 2002 — 6 марта 2020);
- архиепископ Оливье де Жерме (22 октября 2020 — по настоящее время).